# Umberto Folli
Umberto Folli (Massa Lombarda, 27 settembre 1919 – Massa Lombarda, 5 settembre 1989) è stato un pittore italiano; è considerato una figura preminente della pittura romagnola del XX secolo.

## Biografia

Umberto Folli con il suo maestro, Luigi Varoli (fine anni trenta).

Dopo la scuola dell'obbligo venne avviato al lavoro presso l'officina di un decoratore. All'età di circa sedici anni si iscrisse alla Scuola d'arte e mestieri di Cotignola, fondata e diretta dal pittore Luigi Varoli (1889-1958). Durante gli anni di studio a Cotignola insieme ai concittadini Ettore e Domenico Panighi, divenne l'allievo prediletto di Varoli. Nel 1941 Varoli lo mandò a perfezionarsi all'Accademia di Belle Arti di Bologna; fu allievo di Giorgio Morandi (cattedra di Incisione) e Giovanni Romagnoli (docente di Pittura), assorbendo la loro influenza. Si diplomò nel 1946 ottenendo il Premio Tullo Moy.
A partire dagli anni cinquanta il suo percorso si avvicinò alle esperienze di artisti più moderni, come Arturo Tosi, Virgilio Guidi, Mario Sironi e Carlo Carrà, che conobbe durante i due anni trascorsi a Milano (1955-56). Tra gli artisti stranieri, non nascose mai la propria ammirazione per la Nuova Oggettività tedesca (Kokoschka e Kirchner) e per l'inglese Francis Bacon. Tra le opere murali di maggior spicco vanno ricordati i restauri degli affreschi del soffitto del Teatro alla Scala, che Folli eseguì nel 1969 coadiuvato da alcuni allievi.
L'estetica di Folli è caratterizzata da un umanesimo pittorico popolare e magico. Lontano dall'astrattismo, riteneva che il fondamento di un'opera d'arte fosse il soggetto. Il genere per lui non aveva importanza: contava la qualità della pittura.
All'attività artistica affiancò quella di docente, ottenendo non minori soddisfazioni. Nell'immediato dopoguerra rifondò a Massa Lombarda la «Scuola d'arte e mestieri», che diresse fino al 1986 e che porta tuttora il suo nome. Dal 1960 insegnò Storia dell'Arte al Liceo artistico di Ravenna e dal 1970 fu apprezzato docente di Figura all'Accademia di Belle Arti del capoluogo dagli anni sessanta fino all'anno della morte.
Le sue opere sono conservate in collezioni pubbliche e private, in Italia e all'estero. Persona molto riservata, durante la sua vita Folli ha tenuto un ristretto numero di personali: Ravenna, 1945 e 1970 e Lugo 1988.
Umberto Folli fu presente in rassegne di livello nazionale, tra le quali:
- Quadriennale d'arte di Roma (in due edizioni: VI del 1951 e VII del 1955)[4];
- Premio Michetti;
- Morgan's Paint;
- Premio Garzanti.

In occasione della sua morte, l'Accademia di Belle arti di Ravenna pubblicò il seguente manifesto:
La prima retrospettiva su Umberto Folli fu tenuta a Ravenna nel 1999, in occasione del decennale della morte («Umberto Folli. Dipinti dal 1940 al 1989», Ravenna, Loggetta lombardesca, 28 febbraio – 23 maggio 1999).

## Opere rappresentative
- Ritratto di signora (1942);
- Ritratto del padre (1965) - immagine digitalizzata;
- Gabbia con pelle di coniglio (1970) - immagine digitalizzata;
- Fiori (1968).

## Intitolazioni
- Miramare (Rimini): Scuola di Disegno e Pittura "Umberto Folli"[8].

## Premi e riconoscimenti
Umberto Folli ha ottenuto i seguenti riconoscimenti:
- Premio Tullo Moy dell'Accademia di Belle Arti di Bologna (nel 1946, l'anno del diploma);
- Premio Garzanti per un artista dell'Emilia-Romagna;
- Primo premio ex aequo alla Biennale Romagnola di Forlì;
- Premio Città di Perugia;
- Coppa d'oro di Marina di Ravenna;
- Premio Città di Como;
- Medaglie d'oro ai concorsi nazionali di Bologna, Grosseto, Gardone, Livorno.

Nel 1990, a un anno dalla scomparsa, Folli riceve dal Presidente della Repubblica il «Diploma di benemerenza di prima classe per la scuola, la cultura e l'arte».

## La Scuola d'arte e mestieri "Umberto Folli"
Nata a Lugo il 6 agosto 1920, ha studiato all'Istituto d'arte di Roma per il disegno e alla Scuola internazionale di sperimentazione per l'incisione, la litografia e la serigrafia. Oltre ad aver organizzato mostre personali, ha partecipato a mostre collettive e concorsi in Italia e all'estero (Milano, Genova, Londra, Madrid, Strasburgo, Tokyo, New York e Parigi) conseguendo premi e riconoscimenti. Muore a Lugo il 5 marzo 1994, lasciando le sue opere in collezioni italiane ed estere.
Nata nel 1920 come centro di formazione per fabbri, muratori, orefici, sarti e apprendisti artisti, è stata attiva fino alla Seconda guerra mondiale. La sezione artistica fu diretta dal 1924 al 1926 dal maestro cotignolese Luigi Varoli, seguito da Teodoro Orselli. Nel secondo dopoguerra è stata rifondata da Umberto Folli come scuola di disegno, pittura e fotografia (Folli ne è stato direttore fino alla morte, nel 1986). Dopo la sua morte la sua eredità è stata raccolta da Pina Zardi (1920-1994), anch'essa pittrice.